# 下気道感染症
下気道感染症 (かきどうかんせんしょう) とは、呼吸器感染症のうち下気道に起こる感染症である。
慢性と急性に分けられる。

## 症状
湿性咳嗽を主な症状とする。発熱、呼吸困難、痰の増加がみられる場合、肺炎の可能性がある。気管支拡張症では血痰を伴うことがある。重症例ではチアノーゼを呈する。

## 原因
下気道感染症の主な原因やリスク因子は以下の通りである。
- インフルエンザ菌や緑膿菌などの細菌
- 低出生体重児
- かぜ
- マイコプラズマ肺炎
- びまん性汎細気管支炎(DPB)、気管支拡張症

## 検査
主に痰を採取して原因となる菌を鑑別することで、原因や重症度を調べられる。生活習慣や持病などに関する原因を調べる。
- 胸部Ｘ線
- CT検査
- 呼吸機能検査

以下の検査を用いることもある。
- 血液検査
- 動脈血から、低酸素血症に陥っていないかなどの確認（血液ガス検査）
- 副鼻腔の検査
- 耳鼻咽喉科の検査

## 治療
慢性下気道感染症の患者もしくは慢性下気道感染症の疑いがある場合、以下の治療法を行う。
- マクロライド少量長期療法
- Ｌ-カルボシステインなどの去痰薬

単なる下気道感染症の場合は、1-3週間内服薬を服用する。治療法は対症療法(ウイルスの種類によっては抗ウイルス薬)が一般的となる。
膠原病や慢性副鼻腔炎を合併している場合、それらの管理も同時に行う。しかし、近年では抗菌薬による耐性が進んできている。特に、乳幼児や幼児の場合は肺炎を引き起こす可能性が高いため、注意が必要とされる。

## 予防
- 禁煙
- 手洗い、うがい
- 適度な運動
- 新型コロナウイルスワクチン、インフルエンザワクチンおよび肺炎球菌ワクチンが推奨されている[2]。